# Олімпік (Харків)
ФК «Олімпік» — український футбольний клуб з Харкова.

## Історія назв
- 1958—1992: «Маяк» (Харків)
- 1992—1993: «Олімпік» (Харків)

## Історія
Під назвою «Маяк» команда протягом 40-ка років представляла в чемпіонаті України і СРСР Харківський завод імені Т. Г. Шевченка. Команда була створена на передовому в СРСР підприємстві по виробництву військової і побутової електроніки в 1958 році. Протягом 11 сезонів «Маяк» виступав в українській зоні другої ліги чемпіонату СРСР.
На початку 1991 року команда була передана на баланс школи олімпійського резерву і тому в 1992 році змінила назву на «Олімпік». «Олімпік» провів у перехідній лізі чемпіонату України два сезони і припинив виступи на професійному рівні в 1993 році через відсутність фінансування. Формально назва «Маяк» (Харків) збереглася за другою командою, яка виступає в чемпіонаті міста і належить заводу імені Т. Г. Шевченка.

## Всі сезони в незалежній Україні
| Сезон   | Чемпіонат                | Чемпіонат | Чемпіонат | Чемпіонат | Чемпіонат | Чемпіонат | Чемпіонат | Чемпіонат | Кубок | Кубок | Кубок | Кубок | Кубок | Кубок | Кубок | Примітка |
| Сезон   | Ліга                     | Місце     | І         | В         | Н         | П         | М         | О         | Етап  | І     | В     | Н     | П     | М     | О     | Примітка |
| ------- | ------------------------ | --------- | --------- | --------- | --------- | --------- | --------- | --------- | ----- | ----- | ----- | ----- | ----- | ----- | ----- | -------- |
| 1992    | Перехідна Перша підгрупа | 6 з 9     | 16        | 5         | 5         | 6         | 23−26     | 15        | —     | —     | —     | —     | —     | —     | —     |          |
| 1992/93 | Перехідна                | 14 з 18   | 34        | 7         | 10        | 17        | 35−56     | 24        | —     | —     | —     | —     | —     | —     | —     |          |
| Всього  | Перехідна                | 2 сезони  | 50        | 12        | 15        | 23        | 58−82     | 39        | —     | —     | —     | —     | —     | —     | —     |          |

## Відомі футболісти
- /  Владислав Прудіус
- Олександр Горяїнов
- Олександр Призетко
- Сергій Малько
- Сергій Свистун
- Велі Касумов